# Cornish-Fisher-Methode
Mit der Cornish-Fisher-Methode (nach E. A. Cornish und Ronald Aylmer Fisher) kann das Quantil einer Verteilungsfunktion auf Basis der ersten vier Momente (Erwartungswert, Standardabweichung, Schiefe und Kurtosis) abgeschätzt werden. Basis ist die Bestimmung eines Quantils einer Normalverteilung. Im Falle einer Normalverteilung mit Erwartungswert {\displaystyle E(X)} können die Quantile der Verteilung dargestellt werden als
{\displaystyle Q_{\alpha }(X)=F_{x}^{-1}(\alpha )=E(X)+q_{\alpha }\cdot \sigma (X)}.
Hierbei ist der Faktor {\displaystyle q_{\alpha }} nur vom betrachteten Quantil {\displaystyle \alpha } abhängig und entspricht dem Wert der invertierten Verteilungsfunktion der Standardnormalverteilung an der Stelle {\displaystyle \alpha }.
Die Cornish-Fisher-Erweiterung berücksichtigt nun die Schiefe {\displaystyle \gamma } und die Wölbung {\displaystyle \delta } einer Verteilung, womit sich natürlich andere Quantile als bei der Normalverteilung ergeben, deren Schiefe 0 und Kurtosis 3 beträgt. Hierbei wird der Faktor {\displaystyle q_{\alpha }} angepasst mittels
{\displaystyle z_{\alpha }=q_{\alpha }+{\frac {1}{6}}(q_{\alpha }^{2}-1)\cdot \gamma +{\frac {1}{24}}(q_{\alpha }^{3}-3q_{\alpha })\cdot \varepsilon -{\frac {1}{36}}(2q_{\alpha }^{3}-5q_{\alpha })\cdot \gamma ^{2}}
dabei bezeichnet {\displaystyle \varepsilon =\delta -3} den Exzess, d. h. die über die Wölbung der Normalverteilung hinausgehende Wölbung (Überkurtosis).
(Cornish-Fisher-Abschätzung).
Die Berechnung der Quantilsfunktion lautet damit
{\displaystyle Q_{\alpha }(X)=E(X)+z_{\alpha }\cdot \sigma (X)\,}.
Die Methode ermöglicht unter anderem eine bessere Abschätzung von quantilsbezogenen Risikomaßen, z. B. dem Value at Risk, wenn die Normalverteilungshypothese verletzt ist.